# Broșteni (okręg Mehedinți)
Broșteni – wieś w Rumunii, w okręgu Mehedinți, w gminie Broșteni. W 2011 roku liczyła 796 mieszkańców.